# コール (髪型)
コールは、13世紀から15世紀に掛けて、南欧から西欧で流行した装飾用の網を用いた女性の髪型。
その原型は髪を両側に分けて、耳の辺りで小さくまとめ装飾用のクリスピンと呼ばれる網をかぶせたもので、のちにクリスピンは小ぶりな帽子へと変化した。
当時の倫理観では女性が髪を長く垂らす姿をふしだらと考えたため髪をきちんとまとめたものである。
さらに、1350年ごろから額の生え際の髪を除毛して額を広く見せるのが流行した。